# Balcha splendida
Balcha splendida är en stekelart som först beskrevs av Girault 1927.  Balcha splendida ingår i släktet Balcha och familjen hoppglanssteklar. Inga underarter finns listade.